# 卡巴塞拉斯
卡巴塞拉斯是巴西帕拉伊巴州的一个市镇。总面积400.222平方公里，总人口4253人，人口密度10.6人/平方公里。